# Corethrella squamifemora
Corethrella squamifemora är en tvåvingeart som beskrevs av Art Borkent 2008. Corethrella squamifemora ingår i släktet Corethrella och familjen Corethrellidae. Inga underarter finns listade i Catalogue of Life.